# Miguel Torga
Miguel Torga, właściwie Adolfo Correia da Rocha (ur. 12 sierpnia 1907 w São Martinho de Anta, zm. 17 stycznia 1995 w Coimbrze) - jeden z najbardziej wpływowych poetów i pisarzy portugalskich XX wieku. 
Miguel Torga urodził się w skromnej rodzinie zamieszkującej São Martinho de Anta (Sabrosa), 12 sierpnia 1907 roku. W wieku 10 lat został wysłany do Porto, gdzie pracował u krewnych jako portier, chłopiec na posyłki i ogrodnik. Po roku został jednak zwolniony za brak posłuszeństwa. W 1918 rozpoczął edukację w seminarium w Lamego. Uczył się portugalskiego, geografii, historii, oraz łaciny. Zdecydował jednak, że nie chce zostać księdzem.
W 1920 roku, mając 12 lat, wyjechał do Brazylii, gdzie pracował na plantacji kawy swojego wujka. Po czterech latach pracy wujek Miguela dostrzegł niezwykłą inteligencję chłopca i wysłał go do szkoły w Leopoldinie. Wyróżniał się on jako bardzo zdolny uczeń, dlatego wujek zdecydował się opłacić dalszą naukę. W 1925 Miguel wrócił do Portugalii, aby ukończyć szkołę średnią.
W 1928 roku rozpoczął studia na Wydziale Medycyny w Coimbrze. W tym samym roku opublikował swój pierwszy tomik wierszy „Ansiedade”. W 1929 rozpoczął współpracę z pismem „Presença”, która trwała do roku 1930. Później, wraz z Branquinho da Fonseca założył pismo „Sinal”, a w 1936 magazyn „Manifesto”.
W 1933 ukończył studia licencjackie. Zaczął wykonywać swój zawód lekarza na wiejskich obszarach regionu Trás-os-Montes. Wiele lat pracował także w Leirii (1939-1942), gdzie napisał większość swoich książek. Twórczość Miguela Torgi obrazuje jego sprzeciw wobec niesprawiedliwości i wykorzystywaniu władzy. Odzwierciedla jego skromne pochodzenie, oraz doświadczenia zdobyte jako lekarza ludzi ubogich, mającego kontakt z cierpieniem i ubóstwem. Za krytykę frankizmu w „A criação do mundo” autor został aresztowany (1940). Krytykował także portugalskie tradycje uniwersyteckie, takie jak "kocenie" pierwszego roku.
Swojego pseudonimu użył po raz pierwszy w 1934, publikując dzieło „A Terceira Voz”. W 1940 roku ożenił się z Andrée Crabbé. W 1955 urodziła się ich jedyna córka, Clara Rocha. Miguel Torga cierpiał na raka. W wyniku choroby zmarł w Coimbrze w roku 1995. 
Miguel Torga jest autorem ponad 50 książek, wiele razy nominowanym do Nagrody Nobla w dziedzinie literatury. Do tej pory na język polski przetłumaczone zostało zaledwie jedno dzieło.